# (12801) Somekawa
(12801) Somekawa (1995 XD) – planetoida z pasa głównego asteroid okrążająca Słońce w ciągu 3,88 lat w średniej odległości 2,47 j.a. Odkryta 2 grudnia 1995 roku.